# Symphony X
Cet article concerne le groupe. Pour l'album, voir Symphony X (album).
Symphony X est un groupe de metal progressif, américain, originaire du New Jersey. Le groupe mêle des influences diverses ce qui est typique des groupes de ce genre, les deux principales étant Dream Theater pour la démarche progressive et Yngwie Malmsteen pour le style néoclassique. Mais certaines harmonies peuvent rappeler le jazz, le thrash metal, la musique symphonique et le rock progressif des années 1970. Michael Romeo, fondateur du groupe et guitariste issu de l'école Malmsteen, est le fer de lance de cette formation, tant par son travail de soliste que par celui de compositeur et d'arrangeur.

## Biographie

### Débuts (1994−1998)
Au début de l'année 1994, Michael Romeo enregistre une démo intitulée The Dark Chapter sur laquelle il interprète quelques morceaux de sa composition. Il monte ensuite un groupe avec Thomas Miller à la basse avec qui il avait déjà collaboré par le passé. Ensemble, ils vont enrôler Jason Rullo à la batterie, Rod Tyler au chant et Michael Pinnella au clavier pour former le premier line-up de Symphony X. Leur premier album, Symphony X, est enregistré la même année et sort au Japon sous le label Zero Corporation Label. Cet album y reçoit un accueil très positif ainsi que dans quelques pays européens. L'album se conclut par un morceau de 12 minutes. Le groupe va commencer alors une collaboration avec les producteurs Steve Evetts et Eric Rachel.
Leur deuxième album, The Damnation Game, sort seulement six mois plus tard. Rod Tyler, pour cause de manque de motivation, a été remplacé par Russell Allen, qui influence nettement le groupe (côté médiéval), mettant le côté classique de leur musique plus en avant. On retrouve toujours l'influence de Steve Howe guitariste de Yes pour les parties de guitares acoustiques sur The Edge of Forever la pièce majeure de presque 9 minutes. Considéré par beaucoup[Qui ?] comme leur chef-d'œuvre, The Divine Wings of Tragedy, prend un temps considérable à être enregistré. Les sessions commencent en 1996 et se terminent en 1997. Le retour positif de la presse spécialisée permet à Symphony X de s'établir en Europe ; leur succès au Japon ne cesse de grandir. Deux titres ambitieux sont présents sur ce troisième album : The Accolade approchant les dix minutes, et le morceau titre de plus de vingt minutes.
À la fin de cette année et au début de la suivante Jason Rullo est, pour des raisons personnelles (absence de tournées est la raison évoquée), temporairement (et difficilement, le groupe ayant passé plus de temps à lui trouver son successeur que ce dernier est resté dans le groupe) remplacé par Tom Walling. La différence n'est pas sur un plan technique mais au niveau du son de la batterie, Walling ayant un son plus classique. Cela n'empêche pas le groupe d'enregistrer Twilight in Olympus début 1998. On y retrouve de très longs morceaux comme Lady of the Snow ou Through the Looking Glass, même si faute de temps (Zero Corporation, leur label japonais les presse), le groupe ne peut enregistrer le morceau titre Twilight in Olympus qui devait dépasser les quinze minutes. Cet album apparaît très mélodique aux premières écoutes (In the Dragon's Den et The Relic). Le groupe rend aussi hommage à Beethoven avec la reprise de la Sonata #8 in C Minor. Cette année sera aussi celle du premier concert du groupe, au Japon, qui sera suivi par une tournée mondiale. À la suite de l'indisponibilité de Thomas Miller pour longue maladie, le groupe engage Andy DeLuca en tant que bassiste intérimaire pour cette première tournée avant le départ définitif du premier.	 
Une compilation, Prelude to the Millennium, sort le 2 février 1999,. Elle comprend une nouvelle version de la chanson Masquerade chantée par Russell Allen. S'ensuit à partir des années 2000 une seconde période stylistique pour Symphony X, qui évolue et s'éloigne quelque peu du style néoclassique Malmsteenien pour davantage durcir sa musique ou développer une approche symphonique. 	

### V: The New Mythology SuiteetThe Odyssey(1999−2005)
Le cinquième album du groupe, V: The New Mythology Suite, sorti en 2000, en est un bon exemple. C'est un concept album basé sur le mythe de l'Atlantide avec deux parties : l'avant et l'après l'immersion. Cet album marque le retour de Jason Rullo et l'arrivée de Michael Lepond à la basse à la suite du retrait du monde musical de Thomas Miller (pour des problèmes de dépression) ; le groupe perd là son principal parolier. L'importante participation de Jason Rullo se présente dans le processus d'écriture, montrant aussi son talent technique sur The Death of Balance. L'album inclut des éléments symphoniques de Bach, Verdi et Mozart. Le groupe part pour une tournée européenne peu de temps après et enregistre son premier album live lors d'un concert à Paris : Live on the Edge of Forever qui comprend exclusivement des titres de ses trois derniers albums V, Twilight in Olympus, et The Divine Wings of Tragedy.
À l'automne 2001 le groupe annule une série de concerts en Europe et reste chez lui à la suite des attentats du 11 septembre 2001 aux États-Unis. À cette même période (environ 2000-2002), Michael Pinnella a failli perdre un doigt à la suite d'une blessure. En 2002, le groupe sort The Odyssey, qui comporte notamment une interprétation musicale de l'Odyssée de vingt-quatre minutes, dont Michael Romeo en est le principal compositeur et qui comporte de nombreux éléments symphoniques. Dans cet album, Michael Pinnella introduit des éléments de jazz avec la partie de piano sur Awakenings. C'est aussi le retour d'un son plus heavy avec ses riffs de guitare à la Pantera. On note également la présence d'une nouvelle version de The Accolade appelée The Accolade II qui reprend les thèmes musicaux de la première et de Communion and the Oracle de l'album V.

### Paradise LostetIconoclast(2006–2013)
Le septième album, Paradise Lost, est sorti le 26 juin 2007. La sortie de l'album avait été décalée à la suite du diagnostic chez Michael Lepond de la maladie de Crohn. Cet album regroupe une dizaine de chansons où ont été intégrés quelques éléments gothiques (notamment dans l'intro Oculus ex inferni et Serpent's Kiss)[réf. souhaitée]. Le style demeure très heavy, voire thrash, pour ce qui est des guitares. L'album s'achève par un long morceau, Revelation (Divus Pennea Tragoedia), allant au-delà des neuf minutes.
Le groupe fait la première partie de Dream Theater sur une grande partie de leur tournée Chaos in Motion 2007-2008. Symphony X signe son grand retour en 2011 avec l'album Iconoclast, et entame une tournée sur les deux continents Américains. Cet album poursuit sur la voie plus heavy/thrash débutée avec Paradise Lost, délaissant les mélodies néoclassiques. Russel Allen se montre également plus agressif et moins « lyrique » que par le passé. Le 25 février 2011, Symphony X joue à Stuttgart, en Allemagne, où ils y jouent End of Innocence et Dehumanized. Quelques jours plus tard, à Anvers, en Belgique, ils jouent Heretic.
Le 27 février 2013, le batteur Jason Rullo est admis d'urgence à l'hôpital pour des problèmes cardiaques. Il passe une semaine à l'hôpital, puis libéré quelques jours après. Il démarre ensuite sa convalescence, pendant 3 à 6 mois. Le 26 mars 2013, le groupe annonce l'arrivée de John Macaluso lors de leurs dates sud-américaines et européennes, jusqu'au retour de Jason Rullo.

### Underworld(2015) et pause
Le groupe travaille sur l'écriture d'un nouvel album fin 2014. Le groupe termine les morceaux de batterie le 9 septembre 2014, et prévoit la fin des enregistrements pour printemps 2015. Michael Lepond annonce que l'album sera moins heavy que Iconoclast : "Si je devais comparer, je dirais que c'est une combinaison de The Odyssey et Paradise Lost, quelque chose entre les deux. Il y a beaucoup d'éléments classiques de Symphony X, qui manquaient à nos fans depuis quelques années. Je pense que nos fans vont beaucoup aimer cet album. Il se concentre surtout sur l'écriture."
Le 18 mai, 2015, le groupe annonce que le titre de l'album sera Underworld. Le premier single de l'album est Nevermore, il sort le 22 mai. Le deuxième single est Without You, il sort le 19 juin 2015, et est disponible en téléchargement. L'album sort le sortira le 24 juillet 2015 et est suivi d'une tournée mondiale.
Le groupe entre à partir de 2017 dans une période de pause, à la suite de différents projets parallèles de ses musiciens. Une tournée pour le vingt-cinquième anniversaire du groupe est reportée en 2020 à cause de la pandémie de Covid-19. 

## Membres

### Membres actuels
- Michael Romeo – guitare (depuis 1994)
- Michael Pinnella – clavier (depuis 1994)
- Russell Allen – chant (depuis 1995)
- Michael Lepond – basse (depuis 2000)
- Jason Rullo – batterie (1994-1997, depuis 1999)

### Anciens membres
- Rod Tyler - chant (1994)
- Thomas Miller - basse (1994-1999)
- Tom Walling - batterie (1998)

## Musiciens additionnels
- Andy DeLuca - basse (1999 remplacement de Thomas Miller en live)
- John Macaluso - batterie (2013, remplacement de Jason Rullo sur certaines dates en live)

## Discographie

### Albums studio
- 1994 : Symphony X
- 1995 : The Damnation Game
- 1997 : The Divine Wings of Tragedy
- 1998 : Twilight in Olympus
- 2000 : V
- 2002 : The Odyssey
- 2007 : Paradise Lost
- 2011 : Iconoclast
- 2015 : Underworld

### Album live
- 2001 : Live on the Edge of Forever

### Compilation
- 1998 : Prelude to the Millenium